# ピーラ
ピーラ（伊: Pila）は、イタリア共和国ピエモンテ州ヴェルチェッリ県にある、人口約100人の基礎自治体（コムーネ）。

## 地理

### 位置・広がり
| 隣接するコムーネは以下の通り。括弧内のBIはビエッラ県所属を示す。 - ペッティネンゴ (BI) - ピオーデ - スコペッロ |